# Bungsberg
Bungsberg je nejvyšší vrchol německé spolkové země Šlesvicko-Holštýnsko. Má nadmořskou výšku 167,4 m. Nachází se na území obce Schönwalde am Bungsberg v přírodním parku Holštýnské Švýcarsko. Pramení zde řeka Schwentine.
Kopec vznikl jako terminální moréna v období sálského zalednění před přibližně 150 000 lety.
Na vrcholu se nachází žulový hranol, který sem umístili Dánové při geodetickém měření v roce 1838. Jižně od vrcholu byla v letech 1863 až 1864 postavena kamenná rozhledna Elisabethturm, pojmenovaná podle velkovévodkyně Alžběty Sasko-Altenburské. Věž je osmiboká a dosahuje výšky 22 metrů. Z roku 1977 pochází 179 m vysoká telekomunikační věž (majetek společnosti Deutsche Telekom) s vyhlídkovou plošinou, odkud je vidět Baltské moře.
Procházejí tudy evropské dálkové trasy E1 a E6. V zimě se na svazích lyžuje a byl zde také postaven nejsevernější vlek v Německu.